# Tintín Márquez
Bartolomé Márquez López (Barcelona, España, 7 de enero de 1962), más conocido como Tintín Márquez, es un exfutbolista y entrenador español. Actualmente dirige al Qatar S.C. de la Qatar Stars League.

## Trayectoria

### Como jugador
Inicios
Inició sus pasos en el Futbol Club Martinenc barcelonés, de donde fue fichado, a principios de los años 1980, por el RCD Español. En las filas blanquiazules desarrolló la mayor parte de su carrera como futbolista profesional, pero antes fue cedido un año al Sabadell y otro al Sant Andreu.
RCD Español
Regresó al primer equipo espanyolista la temporada 1982/83 y permaneció en el club seis temporadas en Primera División. En ese tiempo, jugando como mediapunta, totalizó 29 goles en sus 140 partidos con la camista blanquiazul. Una de sus actuaciones más recordadas fue la tripleta que le endosó al FC Barcelona en el derbi de la temporada 1985/86, en un partido en el que los pericos se impusieron por 5-3.
Pero su mayor éxito con el RCD Español fue proclamarse subcampeón de la Copa de la UEFA en 1988. Márquez, sin embargo, no fue convocado para la final, pues en esa época apenas contaba para el técnico, Javier Clemente, y acabó abandonando el club al finalizar la temporada.
UE Figueres
Se enroló entonces en la Unió Esportiva Figueres, de Segunda División, integrando uno de los mejores equipos de la historia del club ampurdanés, que llegó a disputar -sin éxito- la promoción de ascenso a Primera División.
CE Europa
Se retiró tras jugar la temporada 1994/95 en Segunda División B con el CE Europa de Barcelona.

### Como entrenador
CE Europa
Tras colgar las botas en el Europa, pasó a los despachos del club barcelonés como secretario técnico. La temporada 1997/98 inició su carrera como entrenador al frente del equipo escapulado, en Tercera División. Su debut no pudo ser más prometedor, conquistando contra todo pronóstico la Copa Cataluña ante el FC Barcelona.
Cantera del RCD Espanyol
Posteriormente, se vinculó al fútbol base del RCD Espanyol, donde fue subiendo peldaños año a año (cadete, juvenil y RCD Espanyol B) hasta llegar al banquillo del primer equipo en la temporada 2004/05, primero como segundo de Miguel Ángel Lotina; y posteriormente, de Ernesto Valverde.
Primer equipo del RCD Espanyol
Tras la marcha del Txingurri, fue designado máximo responsable técnico del equipo para la temporada 
2008/09. Sin embargo, seis meses después, el 30 de noviembre de 2008, fue destituido tras una racha de cuatro derrotas consecutivas.
CD Castellón
Tras prácticamente un año alejado de los banquillos, el 14 de octubre de 2009 fue nombrado técnico del Club Deportivo Castellón en sustitución de David Amaral. Márquez asumió la dirección con el equipo albinegro como colista de la Segunda División y lo dejó en idéntica situación cuando fue cesado el 6 de abril de 2010. En total, Márquez dirigió al conjunto de La Plana durante veinticuatro encuentros ligueros, con un balance de cinco victorias, ocho empates y once derrotas.
KAS Eupen
En julio de 2012, se convirtió en entrenador del K.A.S. Eupen belga, al que dirigió hasta marzo de 2015.
Director deportivo de Irak
Posteriormente, trabajó como director deportivo de Irak.
Sint-Truidense
En junio de 2017, fichó por el equipo belga del Sint-Truidense, pero dejó el cargo tras sólo dos meses y dos partidos oficiales.
Al-Wakrah
El 31 de enero de 2018, fichó por el Al-Wakrah Sport Club.Un año después, su equipo ganó la división, logrando el ascenso a la Qatar Stars League.En diciembre de 2023, dejó su cargo para asumir como entrenador de la selección de Catar.
Selección de Catar
El 6 de diciembre de 2023, Márquez fue anunciado como entrenador de la selección de Catar, reemplazando a Carlos Queiroz.En febrero de 2024, obtuvo la Copa Asiática 2023 luego de vencer a Jordania por 3-1.El 23 de febrero del mismo año, fue ratificado en su cargo hasta el Mundial 2026.El 11 de diciembre, fue relevado de sus funciones después de una mala actuación en la clasificación para el Mundial 2026.
Qatar SC
El 12 de junio de 2025, asumió al frente del Qatar Sports Club.

## Selección nacional
Fue internacional con España en categoría sub-21 en dos ocasiones. Asimismo, en 1993 disputó un encuentro internacional amistoso con la selección de Cataluña.

## Clubes

### Como jugador
| Club           | País   | Año       |
| -------------- | ------ | --------- |
| UE Sant Andreu | España | 1980-1981 |
| CE Sabadell    | España | 1981-1982 |
| RCD Español    | España | 1982-1988 |
| UE Figueres    | España | 1988-1994 |
| CE Europa      | España | 1994-1995 |

### Como entrenador
| Club                          | País    | Año           |
| ----------------------------- | ------- | ------------- |
| Club Esportiu Europa          | España  | 1997-1998     |
| RCD Espanyol (Cadete A)       | España  | 1998-1999     |
| RCD Espanyol (Juvenil B)      | España  | 1999-2000     |
| RCD Espanyol (Juvenil A)      | España  | 2000-2002     |
| RCD Espanyol B                | España  | 2002-2004     |
| RCD Espanyol (2.º entrenador) | España  | 2004-2008     |
| RCD Espanyol                  | España  | 2008          |
| CD Castellón                  | España  | 2009-2010     |
| K.A.S. Eupen                  | Bélgica | 2012-2015     |
| Sint-Truidense                | Bélgica | 2017          |
| Al-Wakrah                     | Catar   | 2018-2023     |
| Selección de Catar            | Catar   | 2023-2024     |
| Qatar Sports Club             | Catar   | 2025-presente |

## Palmarés

### Como entrenador

#### Campeonatos internacionales
| Título        | Club/Selección     | País  | Año  |
| ------------- | ------------------ | ----- | ---- |
| Copa Asiática | Selección de Catar | Catar | 2024 |